# Chrysops coquilletti
Chrysops coquilletti är en tvåvingeart som beskrevs av James Stewart Hine 1904. Chrysops coquilletti ingår i släktet Chrysops och familjen bromsar. Inga underarter finns listade i Catalogue of Life.